# Špela Pretnar
Špela Pretnar (Kranj, 5 marzo 1973) è un'ex sciatrice alpina slovena, vincitrice della Coppa del Mondo di slalom speciale nella stagione 1999-2000. Agli inizi della carriera, prima della dissoluzione della Jugoslavia (1991), gareggiò per la nazionale jugoslava.

## Biografia

### Stagioni 1991-1992
Originaria di Zasip di Bled e specialista delle prove tecniche in attività dai primi anni 1990 fino all'inizio del decennio successivo, Špela Pretnar debuttò in campo internazionale ai Mondiali juniores di Geilo/Hemsedal 1991.
Nella stagione successiva ottenne il suo primo piazzamento di rilievo in Coppa del Mondo (17ª nello slalom gigante di Morzine del 27 gennaio 1992), vinse due medaglie (un argento e un bronzo) ai Mondiali juniores di Maribor ed esordì ai Giochi olimpici invernali: ad Albertville 1992 non completò né il supergigante né lo slalom gigante.

### Stagioni 1993-1998
A Morioka 1993, sua prima partecipazione iridata, si classificò 7ª nel supergigante, 6ª nello slalom gigante e 22ª nello slalom speciale. L'anno dopo, ai XVII Giochi olimpici invernali di Lillehammer 1994, fu 12ª nello slalom gigante e 11ª nello slalom speciale, mentre non terminò il supergigante e la combinata.
Nella stagione 1994-1995 colse in Coppa del Mondo il primo podio (3ª nello slalom speciale di Flachau del 10 gennaio) e la prima vittoria, il 18 marzo nello slalom gigante di Bormio; a fine stagione risultò 7ª nella classifica generale, suo miglior piazzamento in carriera, e 3ª in quella di slalom gigante. Due anni dopo, ai Mondiali di Sestriere 1997, fu 11ª nello slalom gigante e 12ª nello slalom speciale, mentre ai successivi XVIII Giochi olimpici invernali di Nagano 1998 gareggiò nelle stesse specialità, in entrambi i casi senza terminare la prova.

### Stagioni 1999-2004
Ai Mondiali di Vail/Beaver Creek 1999 si classificò 8ª nello slalom gigante e non concluse lo slalom speciale. Nella successiva stagione 1999-2000, la sua migliore in Coppa del Mondo, conquistò sei podi (con quattro vittorie), fu nuovamente 7ª nella classifica generale e vinse la Coppa del Mondo di slalom speciale con 19 punti di vantaggio su Christel Pascal. La vittoria del 20 febbraio a Åre e il terzo posto del 10 marzo a Sestriere, entrambi in slalom speciale, furono rispettivamente l'ultimo successo e l'ultimo podio della sua carriera in Coppa del Mondo.
Fuori gara sia in slalom gigante sia in slalom speciale ai Mondiali di Sankt Anton am Arlberg 2001, nelle medesime specialità ai XIX Giochi olimpici invernali di Salt Lake City 2002 - sua ultima presenza olimpica - fu in entrambi i casi 20ª. Prese ancora parte ai Mondiali di Sankt Moritz 2003, senza concludere lo slalom speciale, e si ritirò dalla Coppa del Mondo al termine della stagione 2002-2003; la sua ultima gara nel massimo circuito internazionale fu lo slalom speciale di Lillehammer del 15 marzo 2003, chiuso al 17º posto. Si congedò dal Circo bianco in occasione dei Campionati sloveni del 2004, con lo slalom speciale di Rogla del 27 marzo.

## Palmarès

### Mondiali juniores
- 2 medaglie:
  - 1 argento (slalom gigante a Maribor 1992)
  - 1 bronzo (combinata a Maribor 1992)

### Coppa del Mondo
- Miglior piazzamento in classifica generale: 7ª nel 1995 e nel 2000
- Vincitrice della Coppa del Mondo di slalom speciale nel 2000
- 13 podi:
  - 6 vittorie (5 in slalom speciale, 1 in slalom gigante)
  - 2 secondi posti
  - 5 terzi posti

#### Coppa del Mondo - vittorie
| Data             | Località                | Paese       | Specialità |
| ---------------- | ----------------------- | ----------- | ---------- |
| 18 marzo 1995    | Bormio                  | Italia      | GS         |
| 23 febbraio 1999 | Åre                     | Svezia      | SL         |
| 20 novembre 1999 | Copper Mountain         | Stati Uniti | SL         |
| 9 gennaio 2000   | Berchtesgaden           | Germania    | SL         |
| 12 febbraio 2000 | Santa Caterina Valfurva | Italia      | SL         |
| 20 febbraio 2000 | Åre                     | Svezia      | SL         |

Legenda:

GS = slalom gigante

SL = slalom speciale

### Coppa Europa
- 4 podi (dati dalla stagione 1994-1995):
  - 1 vittoria
  - 3 terzi posti

#### Coppa Europa - vittorie
| Data             | Località | Paese    | Specialità |
| ---------------- | -------- | -------- | ---------- |
| 21 novembre 1999 | Rogla    | Slovenia | GS         |

Legenda:

GS = slalom gigante

### Nor-Am Cup
- 4 podi (dati dalla stagione 1994-1995):
  - 3 vittorie
  - 1 terzo posto

#### Nor-Am Cup - vittorie
| Data             | Località                 | Paese       | Specialità |
| ---------------- | ------------------------ | ----------- | ---------- |
| 29 novembre 1996 | Winter Park/Beaver Creek | Stati Uniti | SL         |
| 30 novembre 1996 | Winter Park/Beaver Creek | Stati Uniti | SL         |
| 15 novembre 1999 | Breckenridge             | Stati Uniti | SL         |

Legenda:

SL = slalom speciale

### South American Cup
- 1 podio (dati dalla stagione 1994-1995):
  - 1 secondo posto

### Campionati sloveni
- 13 medaglie (dati parziali fino alla stagione 1994-1995)[1]:
  - 8 ori (slalom gigante, combinata nel 1993; slalom gigante nel 1994; slalom gigante nel 1995; slalom gigante nel 1997; slalom gigante nel 1998; slalom gigante, slalom speciale nel 1999)
  - 1 argento (slalom speciale nel 2001)
  - 4 bronzi (supergigante, slalom speciale nel 1997; slalom gigante, slalom speciale nel 2003)